# Cratere Šafařík
Šafařík è un cratere lunare di 31,42 km situato nella parte nord-occidentale della faccia nascosta della Luna.